# Platja d'El Destillo
La platja d'El Destillo es troba en el concejo asturià de Cudillero i pertany a la localitat de Ballota. Està emmarcada dins del Paisatge Protegit de la Costa Occidental Asturiana de la qual forma part.

## Descripció
La platja, amb forma de petxina, té una longitud d'uns 250-275 m i una amplària mitjana d'uns 18-20 m. El seu entorn és rural i amb un baix grau d'urbanització. Les sorres tenen una tonalitat clara de gra mitjà i té molt poca assistència. Els accessos són per als vianants i inferiors a 0,5 km són molt difícils, sobretot l'última part, la de baixar el penya-segat, que és pràcticament impossible pel que el seu accés ha de fer-se per mar. També pot aprofitar-se la baixamar i entrar per la Platja de les Cabrilleras però sempre atents a l'hora de la pleamar per no quedar tancats. El seu entorn és rural i amb un grau baix d'urbanització.
Per accedir a la platja cal arribar al centre del poble de Ballota des d'on parteixen els accessos, al costat d'una font de colors. Des d'aquí fins als perillosos penya-segats no hi ha més d'uns centímetres. Si s'arriba a accedir a la platja es comprovarà que té una gran riquesa pesquera en el pedrer pel que es recomana com a única activitat la «pesca esportiva a canya»; també hi ha una desembocadura fluvial. La platja no disposa de cap servei, ja que aquests són escassos o nuls. Pot portar-se mascota. S'insisteix en la perillositat dels penya-segats que són gairebé verticals i amb més de cent m en alguns punts.
Per fer més atractiu el dia de camp i platja es pot visitar l'Església de Santa María, del segle xviii i que té diverses obres de Dionisio Fierro i l'ermita de Sant Roque, ambdues al propi poble de Ballota